# Colomby-Anguerny
Colomby-Anguerny è un comune francese di nuova costituzione in Normandia, dipartimento del Calvados, arrondissement di Caen. Il 1º gennaio 2017 è stato creato accorpando i comuni di Colomby-sur-Thaon e Anguerny.